# Lucie Kamuswekera
Lucie Kamuswekera, ook bekend als Lucie Kamusokera (1944) is een Congolese textielkunstenares.
Kamuswekera werd geboren in Noord-Kivu. In de jaren van de kolonisatie, onder het schoolsysteem van Belgisch-Congo, leerde ze borduren van Italiaanse missiezusters. Vanwege de oorlog vluchtte ze in de jaren negentig van Butembo naar Goma. Sindsdien probeert ze aan de hand van borduurwerken vorm te geven aan de Congolese geschiedenis; van het koloniaal verleden tot en met de recente politieke ontwikkelingen in het land. Zij maakte onder andere een werk over de moord op Lumbumba (1925-1961). Ook beeldde ze de geschiedenis af van het hele land, met de titel Congo Belge Rwanda Burundi. Het werk begint met een Portugees die Congo in 1482 voor het eerst bezocht, en het eindigt met de eedaflegging van de president Tshisekedi in 2019.
Zij begon met borduren vanaf het moment dat ze mensen zag sterven. Haar echtgenoot overleed in 1997 tijdens de Eerste Congolese oorlog. Zij vluchtte zelf vanuit Butembo naar Goma. Ze kreeg bekendheid door een reportage van de Congolese journalist Benjamin Kasembe, voor de nieuwssite Deutsche Welle. Hij ontdekte haar werk in Goma.
Zij leert ook jongeren om te borduren met haar borduurtechniek. Zij borduren - net als Kamuswekera zelf -  op jute zakken die op straat gevonden worden.

## Expositie
- 18 november 2022 - 31 maart 2023: Geborduurd verleden, verbeelde toekomst in Congo (Amsab-Instituut, Gent).[4]
- 29 november 2023 - 27 januari 2024: Translating Worlds (Depo, Istanbul).[5]